# Sạn đạo
Sạn đạo (棧道) là đường xây bằng cầu treo hoặc ván gỗ xếp hai bên sườn núi đá, dùng để đi qua các khu vực núi non hiểm trở.
Ở Trung Quốc, những con đường này đã từng là huyết mạch xuyên qua dãy núi Tần Lĩnh để nối giữa các thung lũng sông Vị và sông Hán Thủy. Con đường san đạo đầu tiên được xây dựng vào thời Chiến Quốc, quân Tần đã đi qua con đường này để đánh Thục và Ba.
Thời Hán Sở tương tranh từ Tam Tần tiến vào Ba Thục có đường chính lộ duy nhất là sạn đạo. Lưu Bang được Hạng Vũ cấp cho đất Ba Thục với mục đích cô lập ông, tránh trở thành mối họa sau này. Khi vào, mưu sĩ của Lưu Bang là Trương Lương đã đốt đường sạn đạo để binh sĩ không còn mơ tưởng đến ngày về, tạo điều kiện cho Hán Vương Lưu Bang chỉnh đốn quân mã chờ ngày tiến khỏi Ba Thục. Sau Hàn Tín lại dùng kế dương đông kích tây, ngày đêm ra sức sửa đường sạn đạo nhưng thực chất lại dẫn đại quân theo đường Trần Thương đi qua huyện Cố Đạo đánh úp Ung Vương Chương Hàm. Chương Hàm đón đánh quân Hán ở Trần Thương, thua chạy về đất Hạo Trĩ giao tranh tiếp, lại thua trận, bỏ chạy đến Phế Khâu. Hán vương đuổi theo, bình định đất đai của Ung Vương, đi về phía đông đến Hàm Dương, lại cho một cánh quân riêng vây Ung Vương ở Phế Khâu, còn sai các tướng bình định Lũng Tây, Bắc Địa, Thượng Quận. Từ tích ấy mà trong dân gian lưu truyền câu thành ngữ "minh tu sạn đạo, ám lộ Trần Thương", ý chỉ kế dương đông kích tây Hàn Tín đã dùng để qua mặt Chương Hàm.